# Schlaasss
 (mars 2025).
Schlaasss est un groupe de musique originaire de Saint-Étienne, France, formé en 2012. Il est composé de Charlie Dirty Duran (chant), Daddy Schwartz (chant) et Kiki (production musicale) et Mekki (vidéos). Le style musical de Schlaasss, fusionnant punk, rap et musique électronique, se distingue par des paroles crues, un humour provocateur et une énergie scénique débordante.

Leur discographie a reçu un accueil critique favorable, saluée pour son originalité et son audace. Le groupe a bénéficié d’une couverture médiatique notable, apparaissant sur des plateformes telles que Canal+, Vice, Télérama, Hétéroclite, Gonzaï, Noisey, Technikart, France Inter, Europe 1, ainsi que dans l'émission "Ce soir ou jamais !" animée par Frédéric Taddeï. L'auteure Virginie Despentes a également contribué à leur visibilité en mentionnant Schlaasss dans Vanity Fair comme référence de la bande son de « Vernon Subutex » et en les incluant également dans sa carte blanche éditoriale pour Les Inrockuptibles, où le groupe était interviewé.
Les albums Casa Plaisance et Schlaasss reflètent l'univers déjanté du groupe et leur critique acide de la société contemporaine. Schlaasss a également collaboré avec des artistes tels que Masto (Lucrate Milk, Bérurier Noir) et des collectifs comme Dragones, renforçant ainsi leur engagement au sein de la scène alternative.
Après avoir tourné au Japon et joué en Nouvelle-Calédonie, Schlaasss continue de se produire sur scène, connues pour leur énergie chaotique, leurs costumes extravagants, et une interaction directe, souvent confrontante, avec le public. Schlaasss joui d'une base de fans fidèles. Leur refus de se conformer aux normes établies, tant dans leur musique que dans leur image et leur mode de vie, les a établis comme l'une des voix les plus distinctives de la scène musicale française contemporaine.

## Style et influences
Schlaasss se distingue par une fusion audacieuse de punk, de rap et de musique électronique, caractérisée par des paroles crues et sans compromis, ainsi qu’un humour provocateur. Le son du groupe, intentionnellement abrasif, combine des rythmes énergiques et des beats agressifs traduisant à la fois l’intensité du punk rock et le flow percutant du rap. Leurs textes abordent des thèmes de critique sociale, de lutte personnelle et de rébellion, toujours exprimés avec un esprit mordant et une volonté assumée de choquer et de provoquer.
L’originalité de Schlaasss tient aussi à la singularité du duo qui le compose : chacun de ses membres provient d’un univers radicalement différent et, fait inédit, aucun d’eux n’écoute le style de musique qu’ils produisent ensemble. Cette tension créative, nourrie par leurs parcours distincts, façonne l’identité éclectique et inclassable du groupe.
Les principales influences de Daddy plongent dans la chanson expérimentale et le rock, citant des artistes tels que Brigitte Fontaine, Jun Togawa, Led Zeppelin, Earth, John Lee Hooker, The Kills, Mami Chan, Nick Cave, Lee Hazlewood, ou encore Einstürzende Neubauten. Parallèlement, Daddy multiplie les projets artistiques, ayant joué notamment dans Chantal Morte, Pikpus, Pupusse & Patrack, Lèche Moi, et Mika Pusse.
De son côté, Charlie s’imprègne principalement de hip-hop, de trap, de reggaeton et de soul, influences qui teintent ses propres projets, notamment dans le groupe Cœur.
Les inspirations du duo vont bien au-delà, puisant aussi dans la Trap Music et des artistes tels que Divine, Tupac, M.I.A., Peaches ou Bérurier Noir. Ce melting-pot musical se ressent dans la diversité de leurs productions et dans leur engagement sans faille aux côtés des marginalisés et des invisibles de la société. Leur musique, marquée par un esprit de résistance et de défi, s’inscrit pleinement dans la tradition de la contre-culture et des mouvements alternatifs, faisant de Schlaasss une force aussi unique qu’influente sur la scène française contemporaine.
Leur approche DIY (Do It Yourself) et leur refus de la conformité s'illustrent lors de performances scéniques mémorables : énergie chaotique, costumes extravagants, et interaction directe, souvent frontale, avec le public. En croisant ces influences multiples et en valorisant la richesse de leurs univers contrastés, Schlaasss ne cesse de se réinventer, élargissant sans cesse son univers musical tout en préservant une identité farouchement rebelle et engagée.

## Discographie

### Albums studio
- 2015 : Slaasssch
- 2017 : Casa Plaisance

### EP
- 2014 : Tapin Ovlov
- 2018 : YOGA

### Simple
- 2018 : ENVY
- 2023 : Biboonitz
- 2024 : Travail Famille Connasse
- 2025 : Tutu Toulemonde
- 2025 : Jurassique Parc
- 2025 : HAPPINESS